# Ctenochaetus tominiensis
Ctenochaetus tominiensis (лат.) — морская лучепёрая рыба из семейства хирурговых (Acanthuridae).

## Описание
Длина тела составляет 16 см. Это самая маленькая рыба-хирург. Хвостовой плавник у мальков вилочковый, у взрослых особей в форме полумесяца. Окраска тела белого цвета, при стычках с сородичами становится тёмно-серой. Части спинного и анального плавников с мягкими лучами жёлтого или оранжевого цвета. В конце основания спинного и анального плавников имеется маленькое чёрное пятно.

## Распространение
Вид распространён в западной центральной части Тихого океана у берегов Индонезии, Филиппин, Новой Гвинеи, Соломоновых островов, северного Большого барьерного рифа, Палау, Вануату, Фиджи и Тонга. Он живёт поодиночке или в маленьких группах в защищённых заливах, на склонах рифа с обширной коралловой растительностью на глубине от 3 до 25 м.